# World Games 2017/Rhythmische Sportgymnastik
Bei den World Games 2017 wurden vom 21. bis 22. Juli 2017 insgesamt vier Wettbewerbe in der Rhythmischen Sportgymnastik durchgeführt.

## Wettbewerbe und Zeitplan
| Wettbewerbe | Juli | Juli |
|             | 21.  | 22.  |
| ----------- | ---- | ---- |
| Reifen      |      |      |
| Ball        |      |      |
| Kegel       |      |      |
| Schleife    |      |      |

_ Qualifikation
 Finale

## Ergebnisse

### Reifen
| Platz | Land | Sportlerin         | Punkte |
| ----- | ---- | ------------------ | ------ |
| 1     | RUS  | Arina Awerina      | 17,800 |
| 2     | RUS  | Dina Awerina       | 17,750 |
| 3     | ISR  | Linoy Ashram       | 17,700 |
| 4     | BLR  | Alina Harnasko     | 16,650 |
| 5     | BLR  | Katsiaryna Halkina | 16,100 |
| 6     | JPN  | Kaho Minagawa      | 15,850 |
| 7     | UKR  | Viktoriia Mazur    | 14,650 |
| 8     | BUL  | Neviana Vladinova  | 14,000 |

### Ball
| Platz | Land | Sportlerin         | Punkte |
| ----- | ---- | ------------------ | ------ |
| 1     | RUS  | Arina Awerina      | 18,800 |
| 2     | RUS  | Dina Awerina       | 18,350 |
| 3     | BLR  | Katsiaryna Halkina | 17,250 |
| 4     | BLR  | Alina Harnasko     | 17,150 |
| 5     | BUL  | Neviana Vladinova  | 16,800 |
| 6     | UKR  | Viktoriia Mazur    | 15,550 |
| 7     | USA  | Laura Zeng         | 15,350 |
| 8     | ISR  | Linoy Ashram       | 15,100 |

### Kegel
| Platz | Land | Sportlerin          | Punkte |
| ----- | ---- | ------------------- | ------ |
| 1     | RUS  | Dina Awerina        | 19,100 |
| 2     | ISR  | Linoy Ashram        | 16,300 |
| 3     | RUS  | Arina Awerina       | 16,300 |
| 4     | BLR  | Katsiaryna Halkina  | 16,250 |
| 5     | USA  | Laura Zeng          | 16,000 |
| 6     | FRA  | Kseniya Moustafaeva | 15,500 |
| 7     | BUL  | Neviana Vladinova   | 15,450 |
| 8     | UKR  | Viktoriia Mazur     | 12,950 |

### Schleife
| Platz | Land | Sportlerin          | Punkte |
| ----- | ---- | ------------------- | ------ |
| 1     | RUS  | Arina Awerina       | 16,850 |
| 2     | RUS  | Dina Awerina        | 16,800 |
| 3     | BLR  | Katsiaryna Halkina  | 16,475 |
| 4     | BUL  | Neviana Vladinova   | 15,900 |
| 5     | JPN  | Kaho Minagawa       | 15,750 |
| 6     | ISR  | Linoy Ashram        | 15,400 |
| 7     | USA  | Laura Zeng          | 15,200 |
| 8     | FRA  | Kseniya Moustafaeva | 13,950 |

## Medaillenspiegel
| Medaillenspiegel | Medaillenspiegel | Medaillenspiegel | Medaillenspiegel | Medaillenspiegel | Medaillenspiegel |
| Platz            | Land             | G                | S                | B                | Gesamt           |
| ---------------- | ---------------- | ---------------- | ---------------- | ---------------- | ---------------- |
| 1                | Russland         | 4                | 3                | 1                | 8                |
| 2                | Israel           | 0                | 1                | 1                | 2                |
| 3                | Belarus          | 0                | 0                | 2                | 2                |
| Total            | Total            | 4                | 4                | 4                | 12               |